# تفسير الصور الجوية (جيولوجيا)

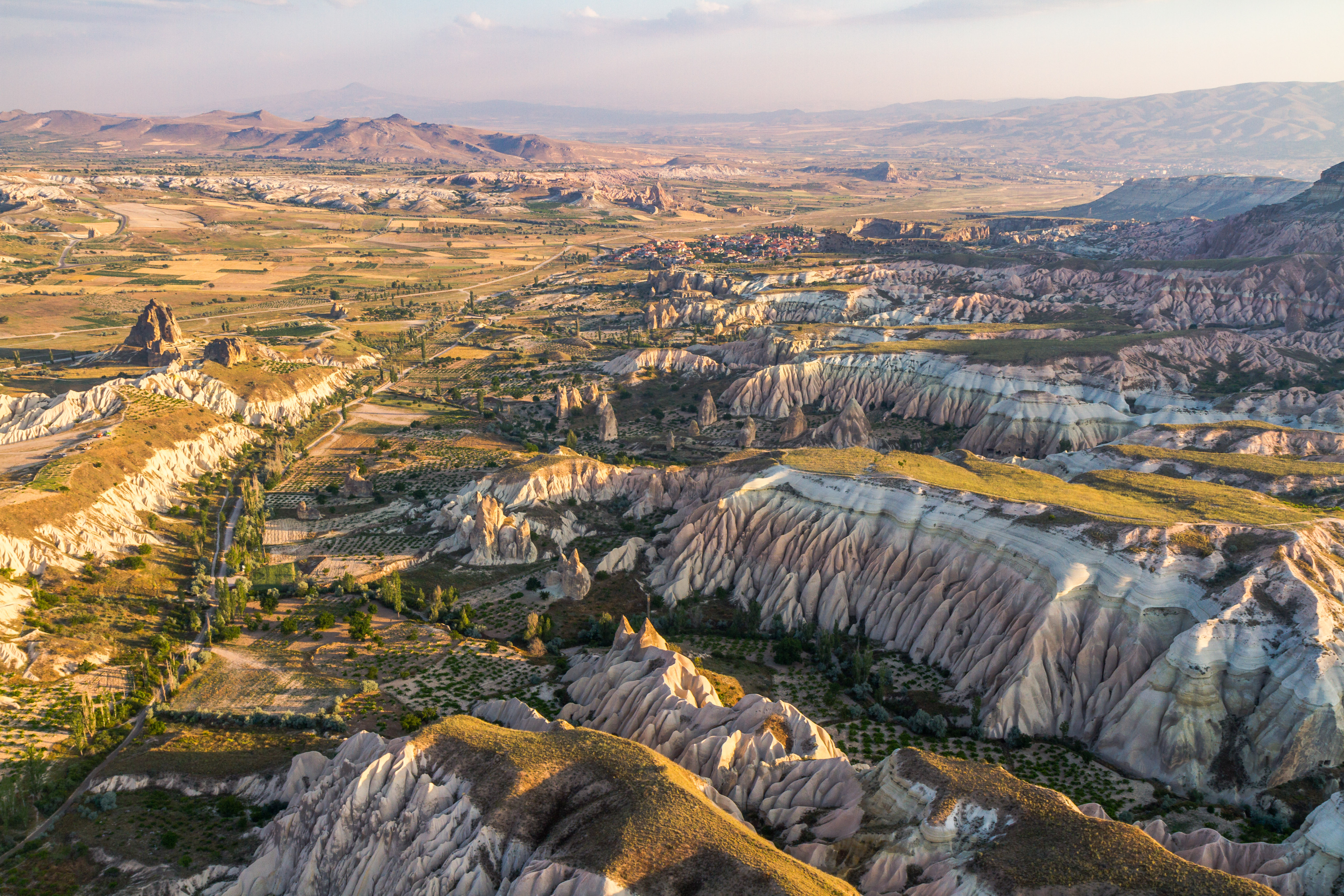
صورة جوية مائلة تغطي منطقة كابادوكيا، بالقرب من غوريم، تركيا.

تفسير الصور الجوية (بالإنجليزية: Aerial photograph interpretation)‏هي طريقة استقراء التفاصيل الجيولوجية (تفاصيل سطح الأرض) من الصور المُلتقطة من الجو. وذلك يسمح للجيولوجيون بتحليل السمات الجيولوجية المميزة وبنية طبقات الأرض، ودراسة الغطاء النباتي على سطح الأرض، إضافة إلى التاريخ الماضي للموقع، وخصائص التربة، والطبوغرافيا الخاصة بمنطقة الدراسة. ويُعد ذلك أمرًا بالغ الأهمية في المرحلة المبكرة من رسم الخرائط الجيولوجية لأنه أقل استهلاكا للوقت ويقدم بيانات مهمة بأقل سعر. كما أنها تستخدم بشكل شائع في صناعات أخرى مثل إدارة الغابات، والعلوم البيئية، وتخصصات الهندسة، والتحقيق في حوادث الطيران.
إضافة إلى أن تفسير الصور الجوية يُعد مفيدًا أيضًا لتقييم مخاطر الانهيارات الأرضية والمخاطر الأخرى في البيئة الطبيعية في الصناعة الجيوتقنية. نظرًا لأن التفسير الصحيح للصور الجوية يمكن أن يكشف عن التغييرات التاريخية في التضاريس وتفاصيل الانهيارات الأرضية السابقة، فقد يساعد في تحديد ما إذا كانت المنطقة مستقرة أم لا. يمكن للجيولوجيين الاستفادة بشكل أكبر من التفسيرات لتصميم المواقع الأكثر ملاءمة للدراسات الميدانية والحصول على البيانات.

## التطبيقات الجيولوجية للصور الجوية

### تقييم مخاطر الانهيارات الأرضية
تلعب الصور الجوية دورًا مهمًا في تقييم مخاطر الكوارث الطبيعية المختلفة، وخاصة الانهيارات الأرضية. يمكن استخدامها لتحديد ما إذا كانت منحدرات التلال مستقرة أم أنها مُعرضة لحدوث انهيارات أرضية. كما يمكن من خلالها أيضًا تسجيل تاريخ الانهيارات الأرضية التي شهدتها تلك المنطقة. على سبيل المثال، في منطقة يشكل فيها أكثر من نصف سطح الأرض تضاريس طبيعية، وهي البيئة الطبيعية غير المعدلة، يكون هناك المزيد من المنحدرات. تحدث أغلب الانهيارات الأرضية الطبيعية في أماكن معزولة، مما يشكل تهديدًا للتنمية المستمرة. يمكن استخدام الصور الجوية للعثور على جميع الانهيارات الأرضية الحالية والتاريخية في منطقة البحث وما حولها لقياس مدى احتمالية التعرض للانهيارات الأرضية المستقبلية.
تشير ندبة الانهيار الأرضي landslide scar إلى المنطقة المحلية التي تضررت بسبب الانهيار الأرضي. وهي تتألف من نقطة البداية، والتي تسمى أيضًا "المصدر"، والمواد المنفصلة والمسار الذي يصف حركة الانهيار الأرضي. يجري تسجيل كل ندبة انهيار أرضي، إلى جانب موقعها وحجمها والتاريخ المقدر للحدث. بالنسبة للانهيارات الأرضية الحالية، في الصورة، يمكن التعرف عليها بسهولة من خلال ندبة الانهيار الأرضي ذات اللون الفاتح الفريدة. يمكن ملاحظة عدد قليل جدًا من النباتات على موقع الندبة. بالنسبة للانهيارات الأرضية التاريخية أو القديمة، فقد تكون مخفية بواسطة النباتات مثل الشجيرات والنباتات الخشبية، ولكن الندوب في الأرض لا تزال موجودة. يمكن التعرف على هذا النوع من الانهيارات الأرضية من خلال انخفاض مقعر يظهر على منحدر شديد الانحدار. الانخفاض يظهر هو عندما يُلاحظ تخفيض السمة مقارنة بمحيطها. ومن المهم أن نأخذ في الاعتبار عمر الانهيارات الأرضية التاريخية وتقييم مدى تطبيقها على المناخ والبيئة الحالية.

### تحديد التركيبات الجيولوجية وأنواع الصخور
يمكن استخدام الصور الجوية لتحديد أنواع الصخور المختلفة من خلال التعرض للصخور وترتيب البنية الجيولوجية. يمكن إنتاج هذه البنية من خلال عمليات التشوه أثناء الحركة التكتونية، مثل الصدوع والطيات. يقوم الجيولوجيون بتحديد السمات والبنية الجيولوجية المختلفة بناءً على الخطوط الضوئية. الخطوط الضوئية هي الخطوط التي تظهر في الصور ويُعتقد أنها بسبب عوامل جيولوجية. تتماشى خطوط الصور الفوتوغرافية التي يمكن تحديدها مع التضاريس الطبوغرافية الخطية. يمكن الإشارة إليها باسم المفاصل أو الصدوع أو السدود أو اتصالات الصخور. وقد تحدث بعض الفوالق أيضًا على طول الأنهار والوديان الجبلية.
على سبيل المثال، في هونغ كونغ، الصخور الرئيسية هي الجرانيت (35%) والصخور البركانية (50%). نظرًا لأن الجرانيت أكثر عرضة للعوامل الجوية والتآكل من الصخور البركانية، فإنه عادة ما يشكل أخاديد، وهي الوديان على نطاق أصغر، في حين تشكل الصخور البركانية القمة، وهي الموقع ذو الارتفاع الأعلى في الجبال.

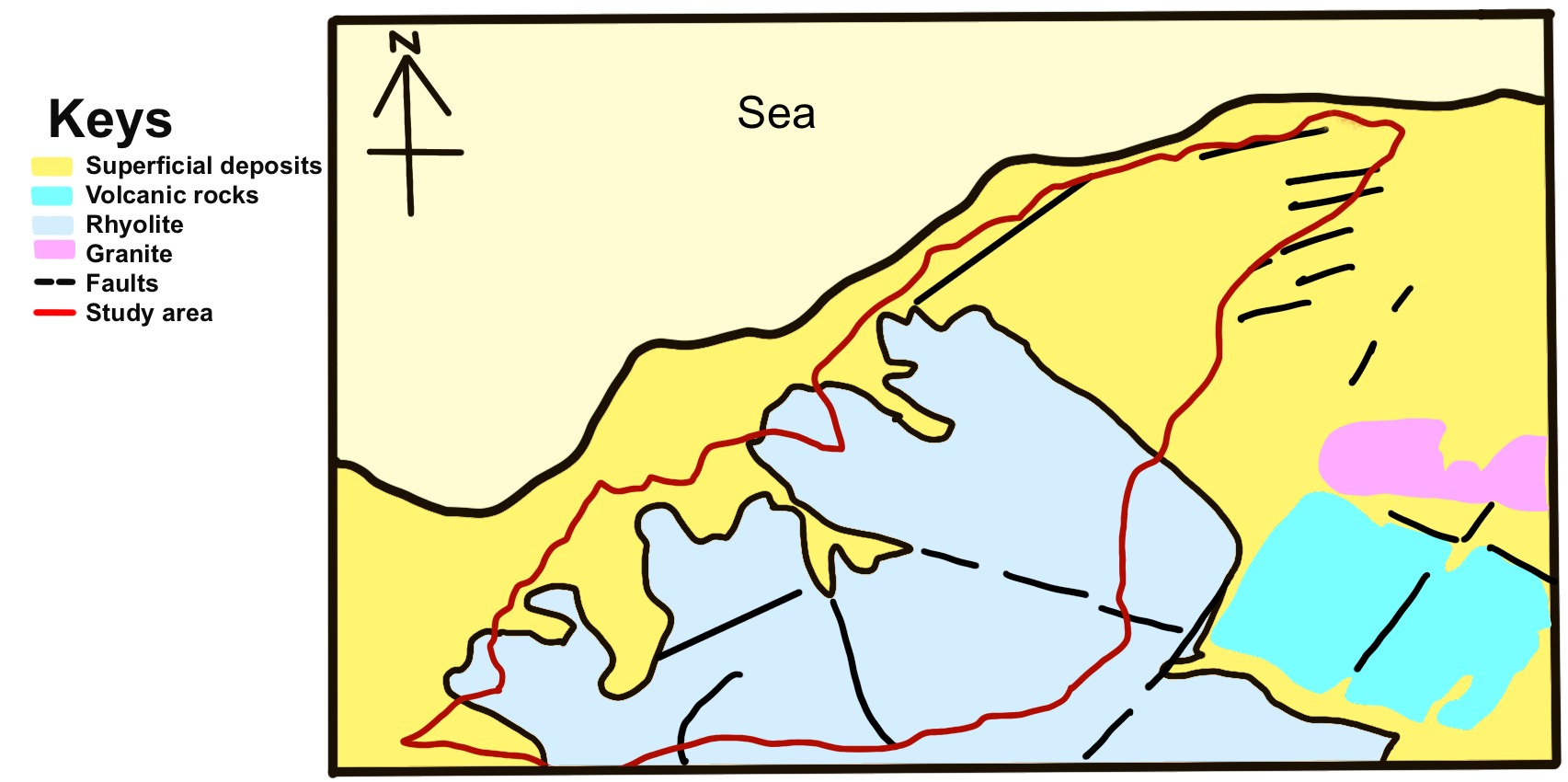
مثال على تطبيق تحديد التراكيب الجيولوجية والاتصالات الصخرية باستخدام الصور الجوية. تشير الخطوط المتقطعة السوداء إلى بعض الفوالق المحلية التي يمكن تحديدها وفقًا للخطوط الضوئية. المنطقة الصفراء هي الودائع. المنطقة الزرقاء الباهتة عبارة عن صخرة بركانية. المنطقة الزرقاء (أسفل اليسار) هي صخور الريوليت. المنطقة الوردية عبارة عن جرانيت. الخط الأحمر هو منطقة البحث التي تقع على منحدر تل في شمال لانتاو، هونغ كونغ. (ليست بمقياس رسم)

ومن الأمثلة الأخرى لتحديد البنية الجيولوجية الطية التي عُثر عليها في وايومنغ في الولايات المتحدة. تتطور الطية عندما يحدث ضغط لطبقات الصخور فيؤدي إلى انحناءها بواسطة القوى ولا تنكسر أثناء التشوه. وهي طية محدبة تتكون من أقدم طبقات الصخور في الجزء الداخلي وأحدث طبقة صخرية في الجزء الخارجي من الطية. إن خط المفصلة في هذه الطية، والذي يشير إلى خط يتتبع أقصى انحناء لبنية الطية، ليس خطًا مستقيمًا. ينحدر رأس وذيل خط المفصلة إلى الأسفل من المستوى الأفقي الأصلي. إنها طية غير متماثلة مما يعني أن المستوى المحوري ليس في الاتجاه المستقيم ولكنه مائل. المستوى المحوري هو مستوى افتراضي يقسم جانبين من الطية. تنحدر الأطراف في اتجاهين متعاكسين وتتشكل من طبقات الصخور الرسوبية المائلة. الأطراف تنتمي إلى الأقسام المستقيمة على جانبي الطية. تعتبر الصور الجوية مفيدة للجيولوجيين لمراقبة البنية الجيولوجية واسعة النطاق دون قضاء قدر كبير من الوقت في الحقول.

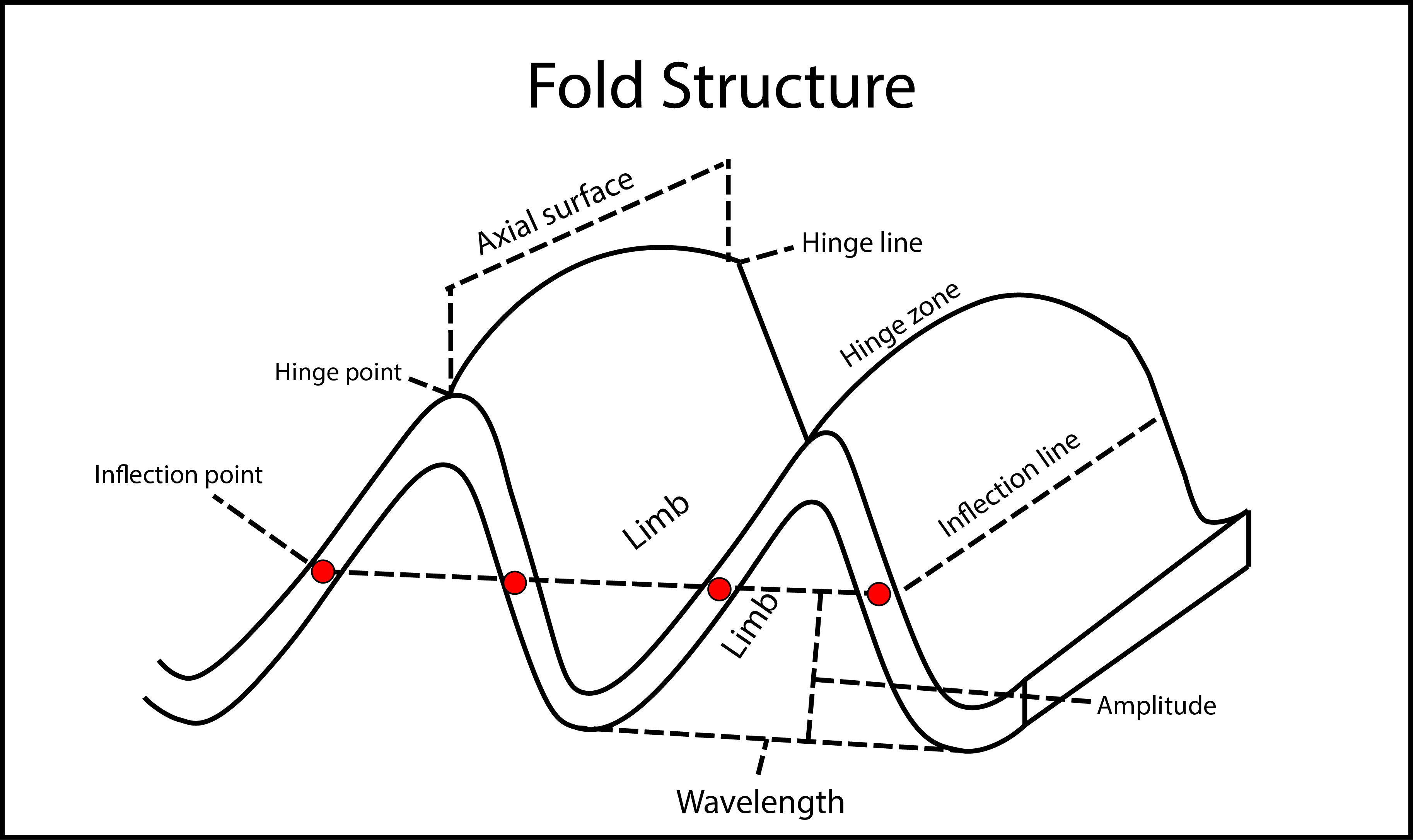
رسم تخطيطي يوضح بنية الطية.

### مسح الصخور
تعمل مسوحات الصخور على تحديد وتصنيف مناطق الصخور باستخدام تفسير الصور الجوية. بعد المسح يجري دمج خصائص الصخور (الأبعاد، الكمية، الشكل) مع الخريطة الجيولوجية. يساعد هذا في الكشف عن المخاطر الناجمة عن سقوط هذه القطع الصخرية الكبيرة، وخاصة عند إجراء مشاريع جديدة بالقرب من سفوح التلال.
قد تعيق الغابات الكثيفة رؤية الصخور من الصور الجوية، وهو أحد القيود المفروضة على استخدام الصور الجوية لإجراء مسح للصخور. لذلك، فإن الصور الجوية القديمة التي تحتوي على نسبة أقل من النباتات تكون عادةً أكثر فائدة لرسم خرائط الصخور. غالبًا ما تكون منحدرات التلال مشغولة ببعض منازل القرية الصغيرة التي تنتج ظلًا. قد تؤدي هذه العوامل إلى تقليل كفاءة مسح الصخور في حين تسمح الأرض العارية عادةً برؤية جيدة للتضاريس.

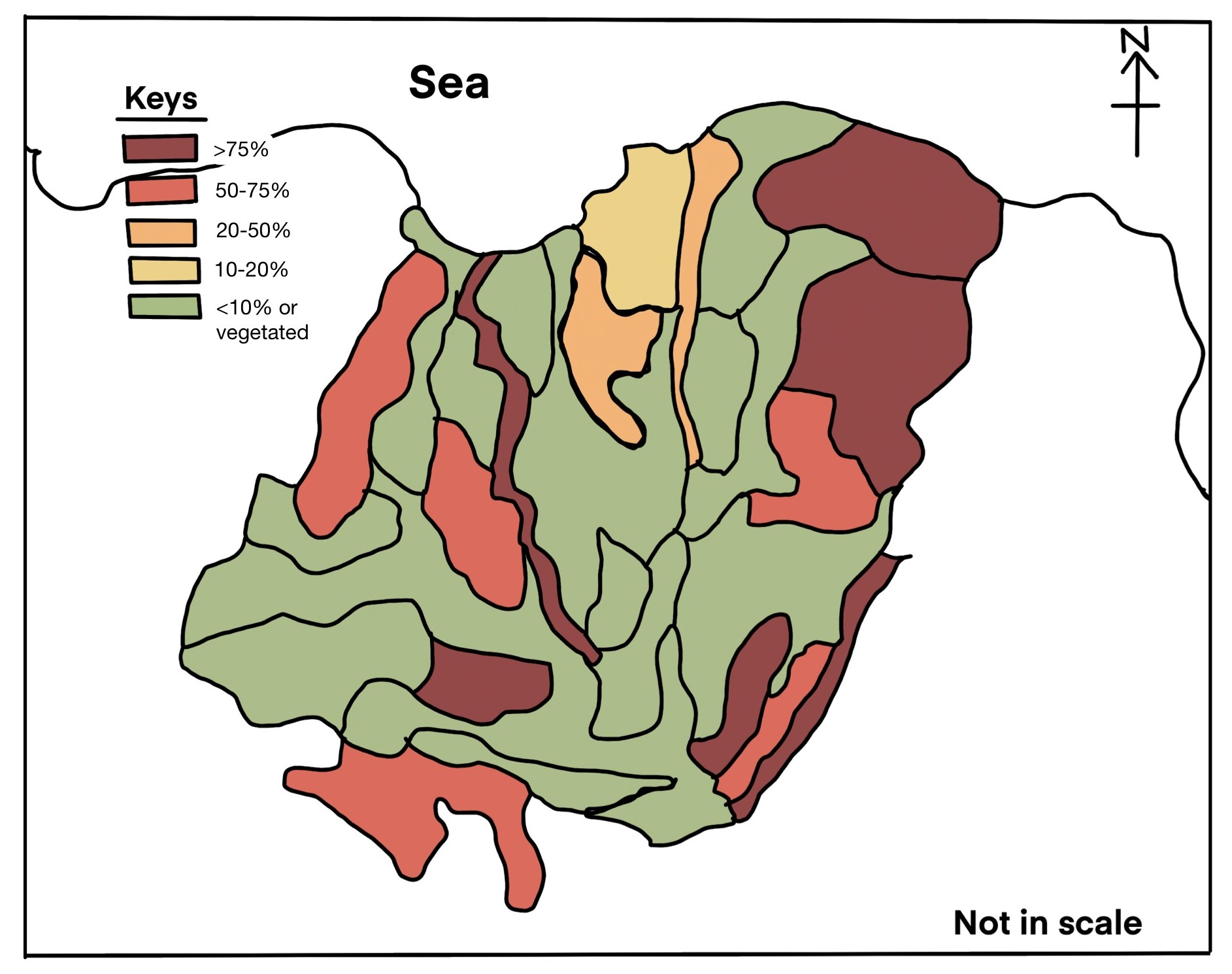
رسم تخطيطي لنتائج مسح الصخور في جزيرة لانتاو الشمالية في هونغ كونغ. تُظهر الألوان المختلفة للمناطق كثافات متفاوتة من الصخور.

يقوم الجيولوجيون بتحديد مواقع الصخور على الخرائط، من خلال إجراء ملاحظات من الصور الجوية لتطوير إحساس بالمواقع المحتملة للصخور قبل الذهاب إلى الموقع. على سبيل المثال، من الشكل 17، نلاحظ أن العديد من الصخور كانت مستوطنة على سفوح التلال على طول مسارات المشاة القريبة. من خلال المنظر الرأسي للصورة الجوية، يمكن تحديد مواضع الصخور وأبعادها النسبية وقياسها بسهولة. لإجراء تقييم أولي للصخور الكبيرة على مساحة واسعة ومعزولة، من الضروري إجراء مسح للصخور الكبيرة.

### دراسة تضاريس الأرض
يمكن استخدام الصور الجوية للمساعدة في دراسة تضاريس الأرض والتعرف عليها وتصنيفها، والتي تشير إلى الخصائص الطبوغرافية التي أنشأتها الأنظمة البيئية. تحتوي الصور عادةً على بعض المكونات المميزة ومجموعات الميزات. يمكن استخدام توزيعات مكانية أساسية معينة للميزات للتمييز بين أشكال الأرض المختلفة. خلال دراسات تضاريس الأرض، تُؤخذ الاختلافات في ارتفاع سطح التضاريس، وتدفق الأنهار، وألوان الصور الجوية، والتوزيع المكاني، وظهور الغطاء النباتي في الاعتبار. يمكن تعريف مستجمعات المياه، التي تشير إلى المناطق التي تفصل أحواض الصرف، باستخدام صور جوية صغيرة الحجم. وتساعد دراسات تضاريس الأرض أيضًا في تحديد الانخفاضات في ارتفاع السطح في التضاريس الطبيعية ومجاري الأنهار.

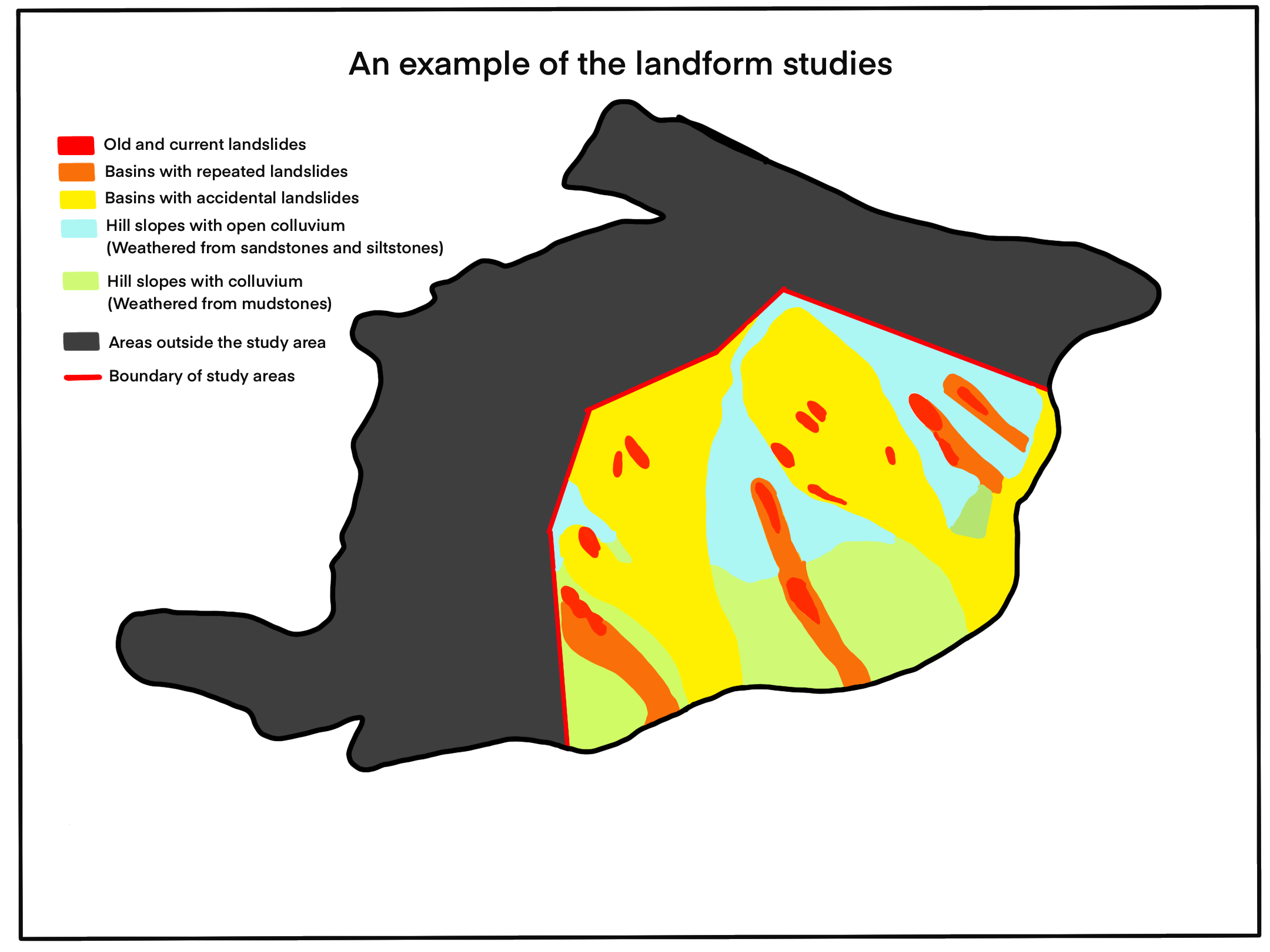
رسم تخطيطي يوضح مثالاً لدراسات تضاريس الأرض في تل لوك كينج. تُظهر الألوان المختلفة للمناطق سمات مختلفة لتضاريس الأرض (ليست بمقياس رسم).

### رسم خرائط الحطام الصخري
تساعد خرائط الريجوليث (الحطام الصخري) في التمييز بين أنواع مختلفة من الرواسب السطحية التي تشير إلى تجمعات مرتبة بشكل فضفاض من المواد المتآكلة على سطح الأرض. يمكن استخدام الصور الجوية لتحديد الحدود بين الرواسب النهرية ورواسب المنحدرات التي تحركها الجاذبية. عادةً ما يكون لهذه الرواسب السطحية حدود غير واضحة. فيما يلي وصف لبعض الأمثلة على الرواسب التي أمكن تحديدها باستخدام رسم خرائط الحطام الصخري.

#### رواسب الوادي
يشير مصطلح رواسب الوادي إلى الرواسب السائبة غير المتماسكة التي استقرت داخل مجاري المياه والتي تحركها آليات النهر. وهي رفيعة الشكل وتمتد إلى خطوط مستقيمة تتبع قنوات النهر. النباتات التي تنمو في رواسب الوادي تكون أكثر سمكًا من المناطق المجاورة. تهيمن النباتات الخشبية والشجيرات الكبيرة على الغطاء النباتي.

#### رواسب مروحة الحطام
يشير مصطلح حطام المروحة إلى تجمعات الرواسب النهرية والجاذبية التي تقع بالقرب من قاعدة منحدر التل أو منطقة مستجمعات المياه المتآكلة. يبدو على شكل صَدَفَة من المنظر الرأسي ويُقطع بواسطة الأنهار المتدفقة. في أجزاء معينة من مروحة الحطام، قد تكون هناك بعض النباتات الخشبية التي تغطي سطح الأرض.

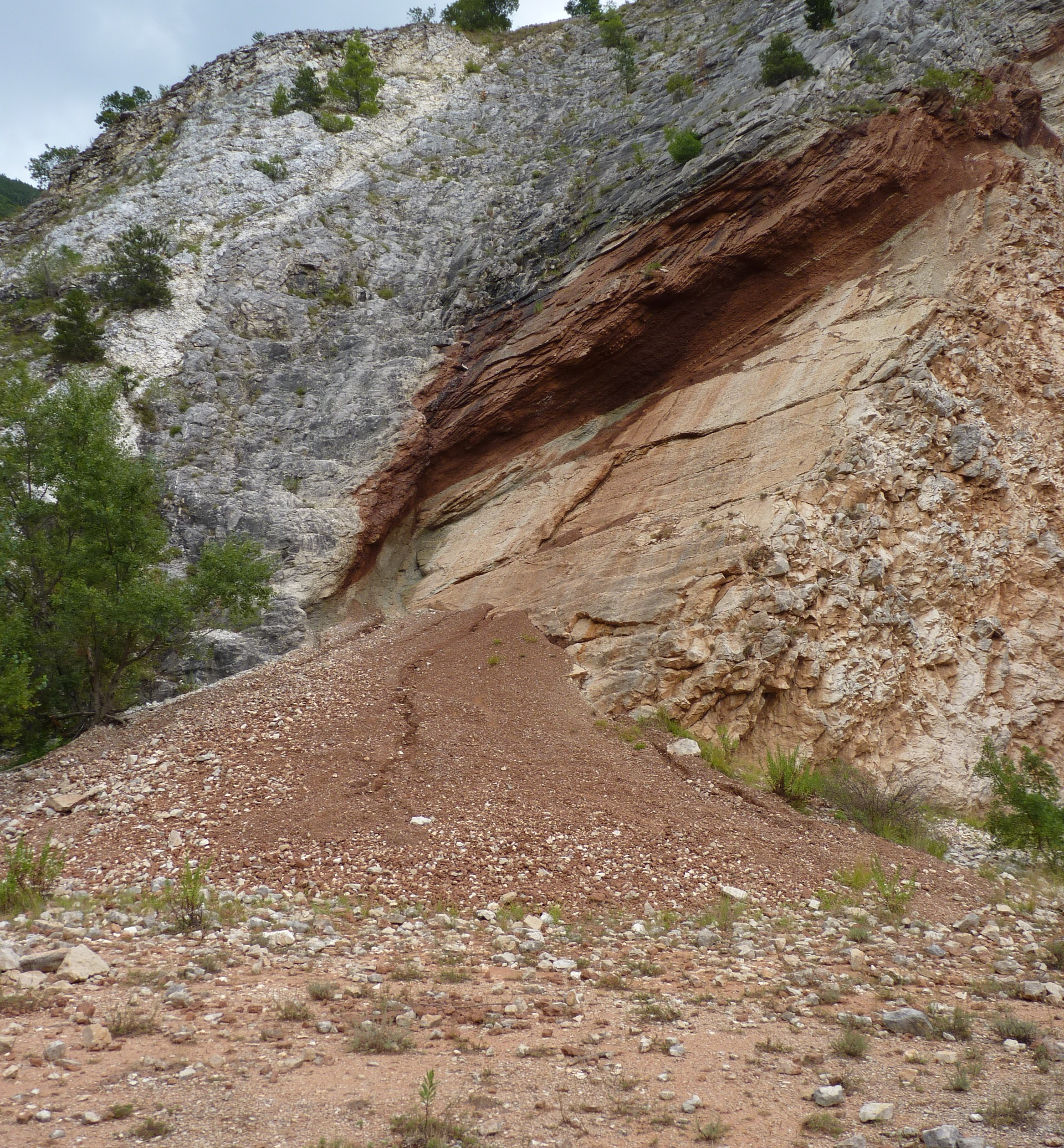
مثال على مروحة حطام الرواسب صغيرة الحجم في إيطاليا.

#### المدرجات الزراعية
يمكن أيضًا استخدام رسم خرائط حطام الصخور لتحديد المناظر الطبيعية المضطربة في الصور الجوية. على سبيل المثال، تعتبر المدرجات الزراعية، والتي تشير إلى الأسطح الأرضية المستوية المقسمة بمنحدرات خلفية قصيرة وحواجز خرسانية، واحدة من المناظر الطبيعية المضطربة. تشير المنحدرات الخلفية إلى المنحدرات التي جرى إنشاؤها عن طريق إزالة التربة أو الصخور من منحدرات التلال للبنية التحتية القريبة. لقد جرى تطويرها لغرض زراعة الأرز. توجد المدرجات عادة على المنحدرات اللطيفة والمناطق السفلية من الجبال. وعادة ما تكون مغطاة بغطاء نباتي كثيف عندما تتوقف الأنشطة الزراعية في المكان.

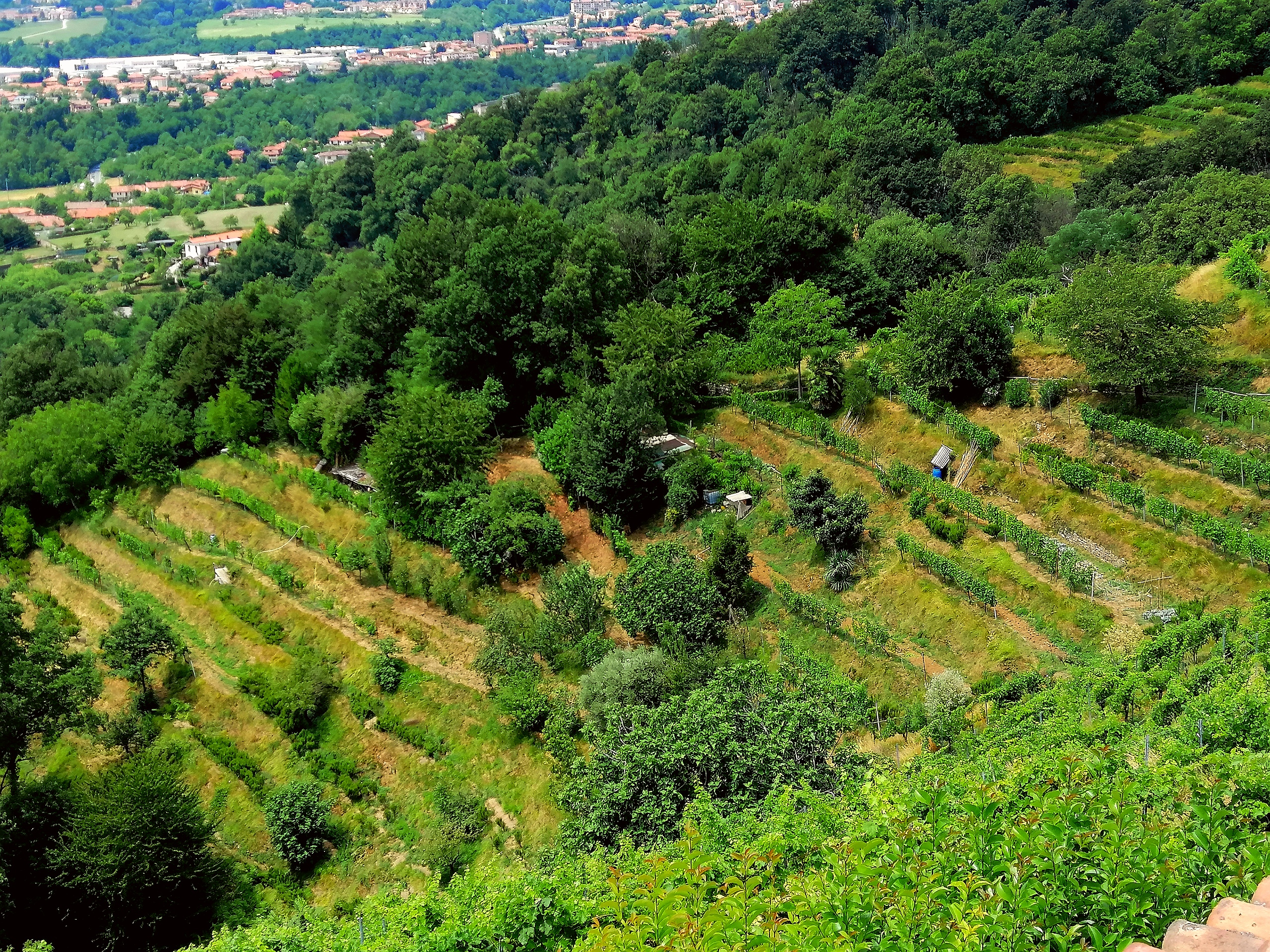
مثال للمدرجات الزراعية في إيطاليا.